# Dry Ridge
Dry Ridge är en ort i Grant County, Kentucky, USA. År 2010 hade orten 2 191 invånare. Den har enligt United States Census Bureau en area på 12,1 km², varav 0,1 km² av det är vatten.